# Liste der Mitglieder des Consiglio Grande e Generale (26. Legislaturperiode)
Die Liste gibt einen Überblick über alle Abgeordneten des Consiglio Grande e Generale, der Legislative San Marinos, in der 26. Legislaturperiode von 2006 bis 2008.

## Zusammensetzung
Nach den Parlamentswahlen vom 4. Juni 2006 setzte sich der Consiglio Grande e Generale wie folgt zusammen.
| Mitglied des Consiglio Grande e Generale | geb. | Liste | Listenplatz | Kommentar |
| ---------------------------------------- | ---- | ----- | ----------- | --- |
| Paride Andreoli                          | 1956 | PSD   | 01          | 2006–2007 Minister                                                                                            |
| Marco Arzilli                            | 1971 | NS    | 01          | |
| Antonello Bacciocchi                     | 1957 | PSD   | 17          | 2006–2008 Minister                                                                                            |
| Federico Bartoletti                      | 1964 | PDCS  | 15          | 2006 Nachrücker für Minister, seit Juli 2007 EPS                                                              |
| Iro Belluzzi                             | 1964 | PSD   | 16          | |
| Ernesto Benedettini                      | 1948 | PDCS  | 17          | |
| Fabio Berardi                            | 1959 | PSD   | 03          | 2006–2007 Minister                                                                                            |
| Fernando Bindi                           | 1938 | AP    | 04          | |
| Monica Bollini                           |      | SpL   | 01          | |
| Paolo Bollini                            | 1960 | NPS   | 02          | |
| Renzo Bonelli                            |      | AP    | 06          | 17. Juli 2007 zurückgetreten                                                                                  |
| Denise Bronzetti                         | 1972 | PSD   | 10          | |
| Roberto Bucci                            |      | PSD   | 27          | 14. Februar 2007 Nachrücker für Alvaro Selva                                                                  |
| Gian Carlo Capicchioni                   | 1956 | PSD   | 19          | |
| Antonio Carattoni                        | 1945 | PSD   | 24          | 2006 Nachrücker für Minister                                                                                  |
| Augusto Casali                           | 1949 | NPS   | 01          | |
| Alberto Cecchetti                        | 1944 | PSD   | 06          | |
| Simone Celli                             | 1982 | PSD   | 08          | |
| Mauro Chiaruzzi                          | 1952 | PSD   | 12          | 2007–2008 Minister                                                                                            |
| Valeria Ciavatta                         | 1959 | AP    | 01          | 2006–2007 Minister                                                                                            |
| Enzo Colombini                           |      | SU    | 05          | |
| Marco Conti                              | 1969 | PDCS  | 16          | 2006 Nachrücker für Minister                                                                                  |
| Germano De Biagi                         |      | PSD   | 05          | |
| Pietro Faetanini                         |      | PSD   | 22          | 2006 Nachrücker für Minister                                                                                  |
| Claudio Felici                           | 1960 | PSD   | 21          | 2006 Nachrücker für Minister                                                                                  |
| Ivan Foschi                              | 1973 | SU    | 02          | 2006–2008 Minister                                                                                            |
| Loris Francini                           | 1962 | PDCS  | 09          | |
| Carlo Franciosi                          | 1935 | AP    | 10          | 17. Juli 2007 Nachrücker für Renzo Bonelli tritt November 2007 zurück und wird durch Andrea Zafferani ersetzt |
| Clelio Galassi                           | 1950 | PDCS  | 10          | |
| Cesare Antonio Gasperoni                 | 1944 | PDCS  | 21          | seit März 2007 DdC                                                                                            |
| Gabriele Gatti                           | 1953 | PDCS  | 05          | |
| Marco Gatti                              | 1967 | PDCS  | 14          | |
| Giovanni Giannoni                        | 1948 | PSD   | 11          | |
| Roberto Giorgetti                        | 1962 | AP    | 03          | |
| Livia Leardini                           |      | SU    | 07          | 2006 Nachrücker für Minister                                                                                  |
| Giovanni Lonfernini                      | 1976 | PDCS  | 02          | seit März 2007 DdC                                                                                            |
| Lorenzo Lonfernini                       |      | PDCS  | 22          | 2007 Nachrücker für Minister, seit Juli 2007 EPS                                                              |
| Stefano Macina                           | 1956 | PSD   | 20          | 2006–2008 Minister                                                                                            |
| Alessandro Mancini                       | 1975 | PSD   | 15          | |
| Gian Marco Marcucci                      | 1954 | PDCS  | 20          | seit Juli 2007 EPS                                                                                            |
| Tito Masi                                | 1949 | AP    | 02          | 2006–2008 Minister                                                                                            |
| Assunta Meloni                           | 1951 | AP    | 08          | 2006 Nachrücker für Minister                                                                                  |
| Pier Marino Menicucci                    | 1958 | PDCS  | 04          | seit Juli 2007 EPS                                                                                            |
| Augusto Michelotti                       | 1950 | SU    | 06          | 2006 Nachrücker für Minister                                                                                  |
| Francesca Michelotti                     | 1952 | SU    | 01          | 2006–2008 Minister                                                                                            |
| Oscar Mina                               | 1958 | PDCS  | 18          | |
| Giuseppe Maria Morganti                  | 1955 | PSD   | 04          | |
| Romeo Morri                              | 1952 | PS    | 01          | |
| Claudio Muccioli                         | 1958 | PDCS  | 13          | |
| Pier Marino Mularoni                     | 1962 | PDCS  | 03          | 2007–2008 Minister, seit März 2007 DdC                                                                        |
| Vanessa Muratori                         | 1965 | SU    | 03          | |
| Nadia Ottaviani                          | 1963 | PSD   | 13          | |
| Stefano Palmieri                         | 1948 | AP    | 09          | 2006 Nachrücker für Minister                                                                                  |
| Federico Pedini Amati                    | 1976 | PSD   | 26          | 2006 Nachrücker für Minister                                                                                  |
| Claudio Podeschi                         | 1956 | PDCS  | 06          | |
| Roberto Raschi                           | 1964 | PSD   | 09          | |
| Maurizio Rattini                         | 1949 | NPS   | 03          | |
| Marino Riccardi                          | 1958 | PSD   | 07          | 2006–2008 Minister                                                                                            |
| Alessandro Rossi                         | 1967 | SU    | 04          | |
| Massimo Roberto Rossini                  | 1945 | PSD   | 25          | 2006 Nachrücker für Minister                                                                                  |
| Glauco Sansovini                         | 1938 | ANS   | 01          | |
| Alberto Selva                            | 1964 | AP    | 05          | |
| Alvaro Selva                             |      | PSD   | 14          | 25. Januar 2007 zurückgetreten                                                                                |
| Nicola Selva                             | 1962 | PDCS  | 11          | seit Juli 2007 EPS                                                                                            |
| Fiorenzo Stolfi                          | 1956 | PSD   | 02          | 2006–2008 Minister                                                                                            |
| Gian Franco Terenzi                      | 1941 | PDCS  | 12          | |
| Mirco Tomassoni                          | 1969 | PSD   | 18          | |
| Giovanni Francesco Ugolini               | 1953 | PDCS  | 19          | |
| Pasquale Valentini                       | 1953 | PDCS  | 08          | |
| Gian Carlo Venturini                     | 1962 | PDCS  | 01          | |
| Mario Lazzaro Venturini                  | 1949 | AP    | 07          | |
| Andrea Zafferani                         | 1982 | AP    | 11          | 28. November 2007 Nachrücker für Carlo Franciosi                                                              |
| Rosa Zafferani                           | 1960 | PDCS  | 07          | seit März 2007 DdC                                                                                            |
| Guerrino Zanotti                         | 1962 | PSD   | 23          | 2006 Nachrücker für Minister                                                                                  |

## Abkürzungen
- ANS: Alleanza Nazionale Sammarinese
- AP: Alleanza Popolare
- DdC: Democratici di Centro
- EPS: Europopolari per San Marino
- NPS: Nouvo Partito Socialista
- NS: Noi Sammarinesi
- PDCS: Partito Democratico Cristiano Sammarinese
- PS: Popolari Sammarinesi
- PSD: Partito dei Socialisti e dei Democratici
- SpL: Sammarinesi per la Libertà
- SU: Sinistra Unita

## Veränderungen
Alvaro Selva trat am 25. Januar 2007 zurück für ihn rückte am 14. Februar Roberto Bucci nach.
Im März 2007 verließen die Abgeordneten Cesare Antonio Gasperoni, Giovanni Lonfernini, Pier Marino Mularoni und Rosa Zafferani den PDCS und gründeten eine neue Partei die Democratici di Centro.
Im Juli 2007 verließen die Abgeordneten Federico Bartoletti, Pier Marino Menicucci, Gian Marco Marcucci und Nicola Selva den PDCS und gründeten eine neue Partei die Europopolari per San Marino.
Renzo Bonelli trat am 17. Juli 2007 zurück, für ihn rückte Carlo Franciosi nach.
Carlo Franciosi trat am 24. November 2007 zurück, für ihn rückte Andrea Zafferani nach.